# Mochlosoma indutile
Mochlosoma indutile är en tvåvingeart som beskrevs av Henry J. Reinhard 1958. Mochlosoma indutile ingår i släktet Mochlosoma och familjen parasitflugor.
Artens utbredningsområde är Arizona. Inga underarter finns listade i Catalogue of Life.